# Немой обмен
Немой обмен, или немая торговля — особая форма бартерного товарообмена, которую практиковали многие этнические группы. Эта форма товарообмена используется между группами людей, не поддерживающими никаких иных отношений. 
Геродот так описывал этот обычай: 

Карфагеняне же рассказывают ещё вот что. Обитаемая часть Ливии простирается даже по ту сторону Геракловых Столпов. Всякий раз, когда карфагеняне прибывают к тамошним людям, они выгружают свои товары на берег и складывают в ряд. Потом опять садятся на корабли и разводят сигнальный дым. Местные же жители, завидев дым, приходят к морю, кладут золото за товары и затем уходят. Тогда карфагеняне опять высаживаются на берег для проверки: если они решат, что количество золота равноценно товарам, то берут золото и уезжают. Если же золота, по их мнению, недостаточно, то купцы опять садятся на корабли и ожидают. Туземцы тогда вновь выходят на берег и прибавляют золота, пока купцы не удовлетворятся. При этом они не обманывают друг друга: купцы не прикасаются к золоту, пока оно неравноценно товарам, так же как и туземцы не уносят товаров, пока те не возьмут золота.
— История, IV, 196
Тот же способ товарообмена вплоть до XIX века использовали чукчи в отношениях с эскимосами. О. Е. Коцебу так писал о немом обмене на острове Шамиссо. «Приезжий кладёт на берег несколько товаров и удаляется. Американец приходит, рассматривает сии вещи, кладет подле них столько мехов, сколько за оные примерно дать хочет и потом также уходит; за сим приближается опять приезжий, осматривает, что ему дают, и когда доволен, берёт меха, оставляя свои товары; в противном же случае не берет ничего, удаляется еще раз и ожидает от покупщика прибавки. Таким образом, весь торг производится безмолвно». Подобным же образом был произведён обмен в 1646 году между чукчами и отрядом промышленного человека Исая Игнатьева в Чаунской губе.